# عبد القادر آمور
عبد القادر آمور (بالتركية: Abdülkadir Ömür) (25 يونيو 1999 في تركيا -) هو لاعب كرة قدم تركي في مركز الوسط. لعب مع نادي طرابزون سبور.

## وصلات خارجية
- عبد القادر آمور على موقع الاتحاد الأوربي (الإنجليزية)
- عبد القادر آمور على موقع اتحاد تركيا (لاعب) (الإنجليزية)
- عبد القادر آمور على موقع قاعدة بيانات كرة القدم.إي يو (الإنجليزية)
- عبد القادر آمور على موقع ليكيب (الفرنسية)
- عبد القادر آمور على موقع ناشيونال فوتبول تيمز (الإنجليزية)
- عبد القادر آمور على موقع Soccerway.com (الإنجليزية)
- عبد القادر آمور على موقع عالم كرة القدم.نت (الإنجليزية)